# Gondoin d'Alsace
Gondoin d'Alsace, également connu sous les noms Gundoin, Gundoinus et Gandoïnus, est un noble franc de l'époque mérovingienne. Premier duc d'Alsace, il a administré le duché d'Alsace à des dates indéterminées au milieu du VIIe siècle.

## Biographie
La création du duché d'Alsace au sein du royaume des Francs se fait vers 635-640, probablement sous le règne de Dagobert Ier ou celui de son fils Sigebert III. Il s'agit de la juridiction sur laquelle s'exerce l'autorité du dux ou duc d'Alsace au service du roi des Francs.
Dans les textes en latin, Gondoin est qualifié de « vir inluster », ce qui signifie « homme éclairé », désignant un courtisan ou un proche du roi. Il aurait été nommé duc d'Alsace vers 635 afin de contrôler la plaine d'Alsace face aux fréquentes rébellions des Alamans contre les souverains mérovingiens.
Gondoin est mentionné avec le titre de duc dans La Vie de Germain de Grandval, texte hagiographique rédigée à la fin du VIIe siècle. Cette œuvre mentionne également l'Alsace comme étant le territoire administratif de Gondoin, bien qu'il soit originaire de la vallée de la Haute Moselle. La propriété de sa famille est appelée villa Mosa et se situerait sur le plateau de Langres, région frontalière entre les royaumes francs d'Austrasie et de Bourgogne,.
D'après La Vie de saint Colomban et de ses disciples, rédigée vers 640 et dédiée à Colomban de Luxeuil, l'abbé Eustache de Luxeuil aurait sanctifié la famille du duc Gondoin. Ce dernier, avec son épouse Saratrude, aurait eu cinq enfants, parmi lesquels au moins deux fils, Leudinus Bodo, évêque de Toul, et Fulculfus, ainsi qu'une fille aveugle, Salaberge. Selon La Vie de Salaberge, celle-ci aurait miraculeusement recouvré la vue grâce à la bénédiction de l'abbé Eustache. Ce récit semble avoir été conçu pour exalter la famille de Gondoin et souligner les liens étroits entre l'abbaye de Luxeuil et le duc d'Alsace,.
Valbert de Luxeuil, successeur d'Eustache, a souhaité établir un nouveau monastère pour accueillir une colonie de moines. Vers le milieu du VIIe siècle, Gondoin lui concède des terres et fonde avec lui l'abbaye de Moutier-Grandval, dans la vallée de la Sorne. Cette fondation a vraisemblablement visé à affermir l'autorité du duc d'Alsace jusqu'au lac de Thoune, dans cette région reculée du massif du Jura,.
À une date indéterminée, comprise entre 640 et 660, Boniface succède à Gondoin comme duc d'Alsace. Le lien de parenté éventuel entre les deux hommes reste inconnu, tout comme les circonstances de cette succession : Gondoin a pu mourir en fonctions ou être révoqué et remplacé par décision du souverain franc.

## Descendance
Gondoin épouse Saratrude avec qui il a cinq enfants dont :
- Salaberge d'Alsace, abbesse de Saint-Jean de Laon ;
- Leudinus Bodo ;
- Fulculf Bodo.